# Niccolo di Ser Sozzo Tegliaccio
Niccolo di Ser Sozzo Tegliaccio, italijanski slikar, * 1334, Siena, † 1363.